# Sergentia baueri
Sergentia baueri är en tvåvingeart som beskrevs av Wulker, Kiknadze och Kerkis 1999. Sergentia baueri ingår i släktet Sergentia och familjen fjädermyggor. Det är osäkert om arten förekommer i Sverige. Inga underarter finns listade i Catalogue of Life.